# 安宅の松
『安宅の松』（あたかのまつ）とは、日本舞踊の演目および長唄の曲目の一つ。本来の名題は『隈取安宅松』（くまどりあたかのまつ）。

## 解説

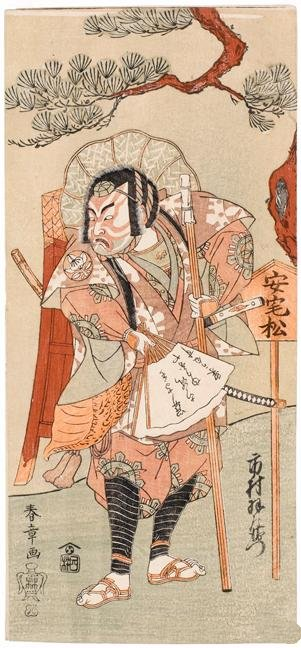
九代目市村羽左衛門の武蔵坊弁慶。手にする扇には、「関守も　こゝろゆるぎや　栗かへす」とある。勝川春章画。

兄源頼朝と不和になって奥州へと落ちる源義経一行が、土地の子供から安宅の関の様子を聞くという幸若舞の『富樫』などから題材を得た曲で、明和6年（1769年）11月、江戸市村座の顔見世『雪梅顔見世』（むつのはなうめのかおみせ）の一番目四立目に、九代目市村羽左衛門の弁慶で上演された。作曲はこの時のタテ唄冨士田吉治とタテ三味線藤間勘左衛門（初代杵屋作十郎という説もある）。
その概略は義経の供をする弁慶が、安宅の関の手前にある松の木で落ち葉を掻く二人の里の子に出会い、扇を与えて道を尋ねる。しかし弁慶とは仮の姿、実は義経を守護する鞍馬山の天狗僧正坊で、子供たちが去ったあと正体を現わして飛び去るというもの。初演の時はこのあとさらに、同じく旅の途中の静御前を弁慶実は僧正坊が助ける場面があったらしい。
本調子「旅の衣は鈴掛けの」の次第で始まり「都の外の」置浄瑠璃、ヨセ合方、「花の安宅に着きにけり」迄の道行は江戸節、河東節を使い、里の子の出は童唄風で上調子が活躍する。二上り「裏のなア」の田舎節となるが篠笛が絡み美しい旋律である。「絶えずや」より一転して童唄風な内容となり、「扇に馴染む風の子や」より天狗の正体を現し飛び去りとなり三重で終わる。昔よりこの曲と「雛鶴三番叟」「犬神」の三曲は長唄の基礎曲といわれている。